# Strzegomiany
Strzegomiany (niem. Striegelmühle) – wieś położona w województwie dolnośląskim, w powiecie wrocławskim, w gminie Sobótka.
W latach 1975–1998 miejscowość należała administracyjnie do województwa wrocławskiego.

## Demografia
Według Narodowego Spisu Powszechnego (III 2011) liczyły 398 mieszkańców. Są trzecią co do wielkości miejscowością gminy Sobótka.

## Zabytki
Do wojewódzkiego rejestru zabytków wpisany jest:
- spichlerz, z 1764 r.